# Cukkini
A cukkini a Cucurbita pepo tökfaj egyik változata (Cucurbita pepo subsp. pepo convar. giromontiina). Először a 19. században írták le. Az eredetileg Amerikában őshonos kultúrnövényt, miután Európába került főként az olaszok termesztették s tenyésztették ki ezt a változatát, magyar neve is innen ered. Nyersen és különböző módokon elkészítve is fogyasztható, kivéve ha keserűnek érezzük.

## Leírása
A cukkini a több mint 7000 évvel ezelőtt Mezo-Amerikában először háziasított tökfajból származik. Először Charles Victor Naudin francia botanikus írta le 1856-ban, bár a fajta első leírása cukkini néven (‘Zucca Quarantine Vera Nana’) egy 1901-ben Milánóban megjelent műben található. Ezt a viszonylag új kultúrnövényt ezután intenzíven nemesítették mind az Egyesült Államokban, mind pedig Európában, ennek köszönhetően az egyik legszélesebb körben termesztett és gazdaságilag legfontosabb nyári (már nyáron is szüretelhető) tök.
Magyar neve is olasz jövevényszó. A zucchino (jelentése: a Cucurbita pepo gyümölcse) főnév többes számú, az ételnevekben gyakori alakjának (zucchini: 'cukkinik') az átvétele. A növény nálunk – bár mint étel korábban is ismert volt – csupán az 1970-es évektől terjedt el.
A levelei és virágai a főzőtökhöz hasonlítanak, egymás után érő termései tömörhúsúak, Magyarországon legismertebbek zöld színű, hengeres alakúak, de termesztik sárga, fehér és más színekben, illetve formában is.

## Termesztése

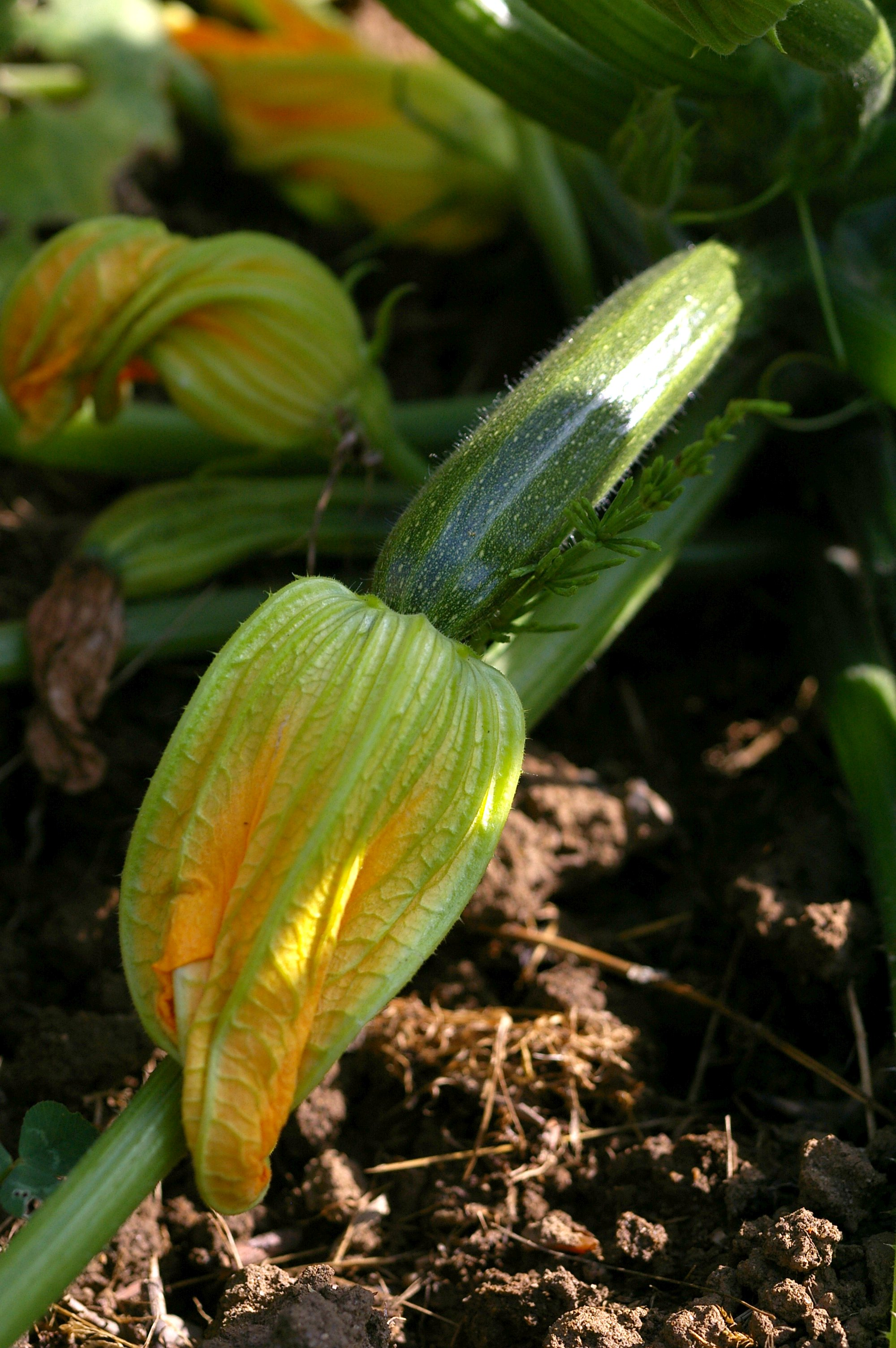

Fő vagy másodnövényként és támrendszer mellett is lehet termeszteni. Igényli a metszést. Az uborkához hasonlóan a cukkini is nagy hely (növényenként 1-2 m2), tápanyag és víz igényű. Fagyérzékeny, ezért vetését ehhez igazítsuk. Kelés után kapáljuk és trágyázzuk. A gombafertőzésekre érzékeny. Kártevői a levéltetvek, a tripszek, a takácsatkák. A folyamatos gyakori szedéssel csökken a tövek terhelése.

## Felhasználása
Minden fejlettség esetén, széleskörűen, akár salátaként vagy töltve, párolva, télire savanyítva is fogyasztható.

## Toxicitás
Eredetileg minden tökféle és rokonai, mint például a cukkini vagy az uborka kesernyés ízű, de miután termesztésbe vonták ezeket, olyan fajtákat neveltek ki, amik már nem tartalmaznak keserűanyagot. Azonban a vad típusokkal (pl. dísztökökkel) való visszakeresztezés eredményeként, vagy spontán fordított mutáció után a mag önszaporodása esetén, illetve egyes kutatások szerint aszályos időkben, az eredetileg is a rovar és gomba kártevők ellen termelt különféle keserű ízű méreganyagokat, kukurbitacint tartalmazhat. Ilyenkor tilos az elfogyasztása. Már kis mennyiségben is hányingert, hányást, hasmenést, sőt életveszélyes bélkárosodást is okozhat.

## Galéria

Ételek
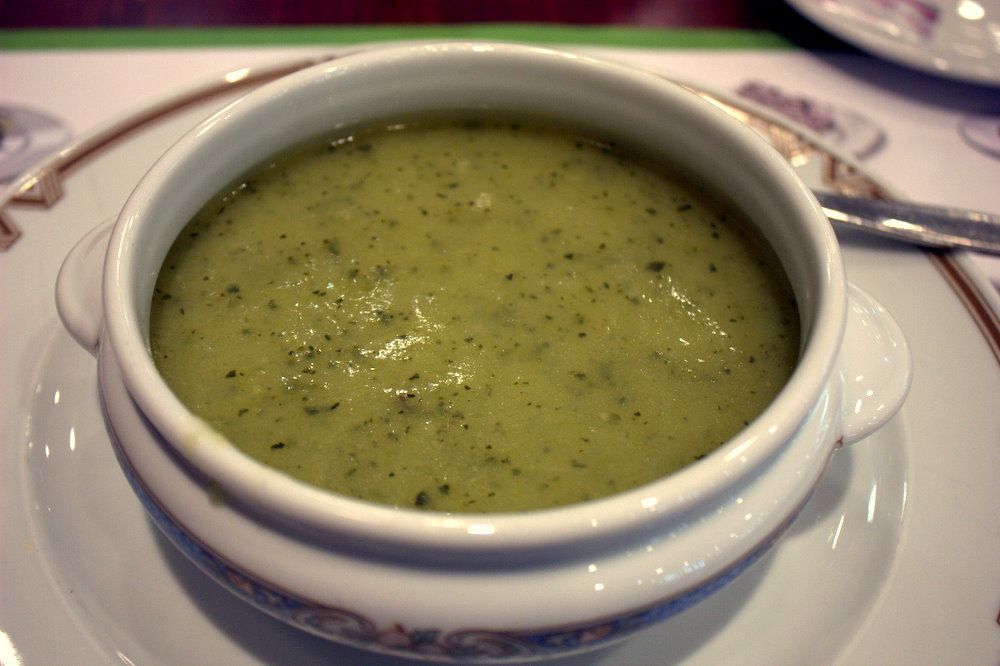
levesként
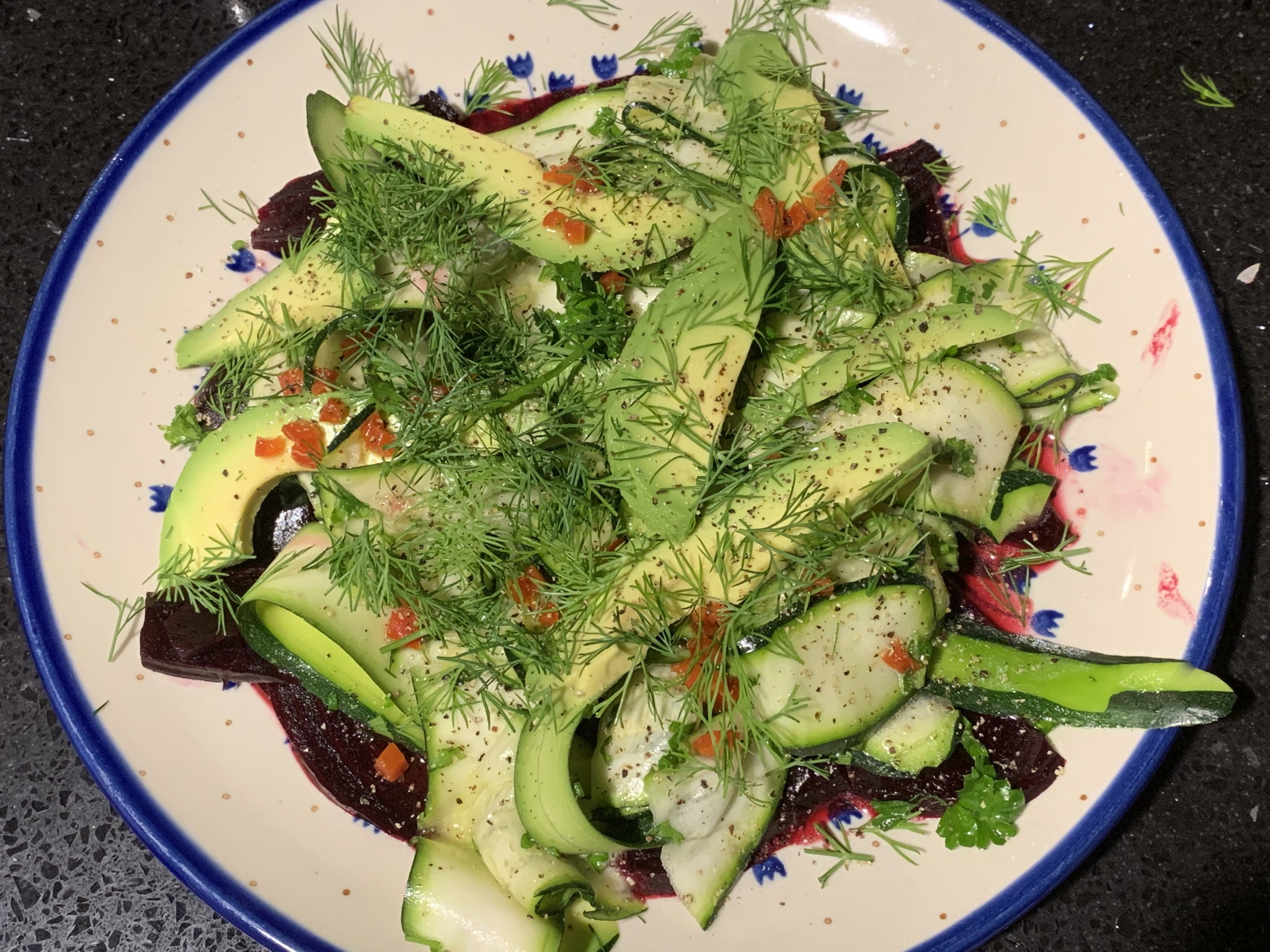
salátában
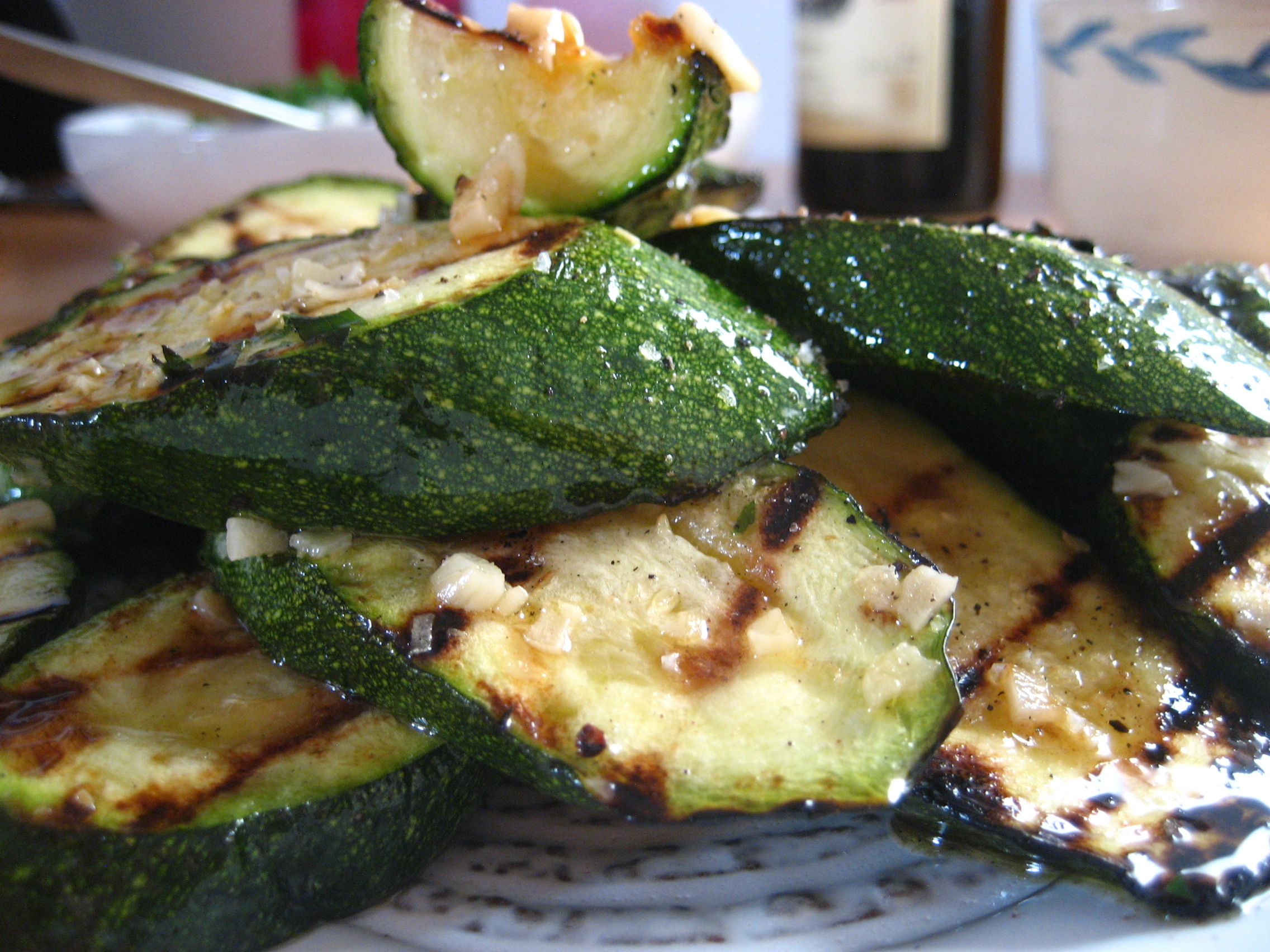
grillezve
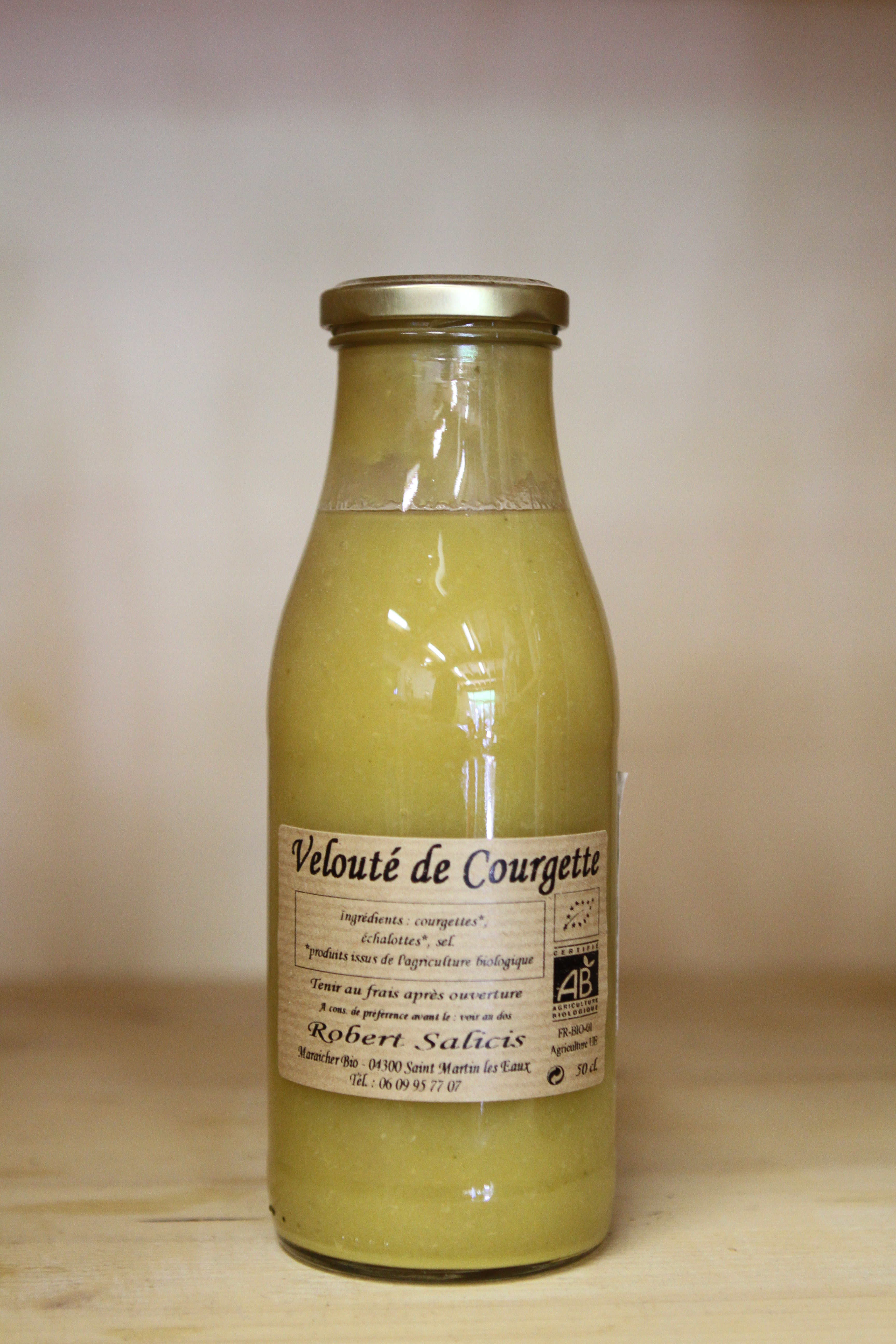
szószként palackozva
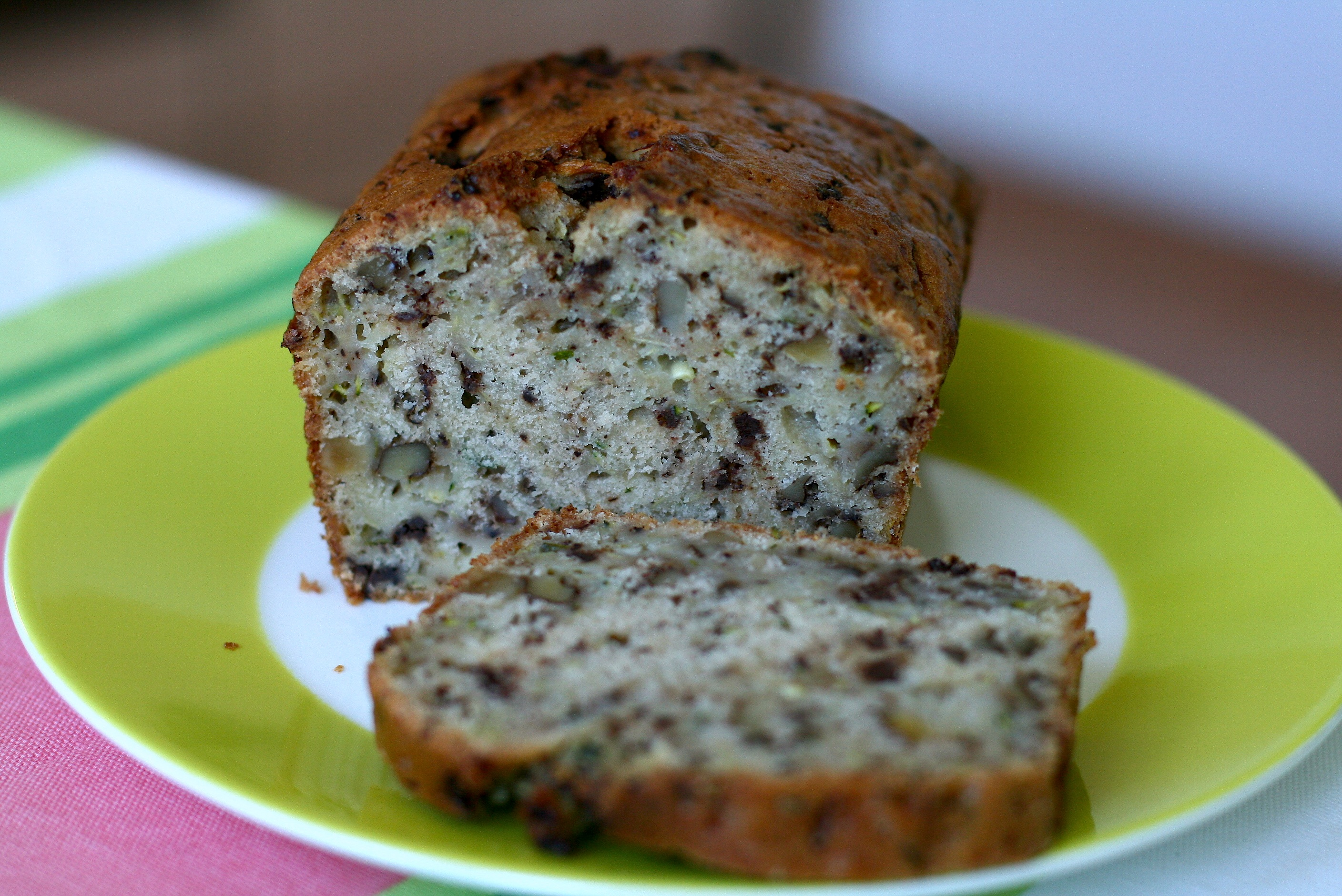
süteményként